# 小林俊治
小林 俊治（こばやし しゅんじ、1939年 - ）は、日本の経営学者。早稲田大学名誉教授。
東京生まれ。1962年早稲田大学商学部卒、1966年同大学院商学研究科博士課程中退。1965年早稲田大学助手、1968年専任講師、1970年助教授、1975年教授。1990年「経営環境論の研究」で商学博士。2010年定年、名誉教授。2018年春の叙勲で瑞宝中綬章を受章。

## 著書
- 『企業行動論』早稲田大学出版部 1974
- 『企業の政治献金 "もう一つの投資"の論理』日本経済新聞社 日経新書　1976
- 『経営環境論の研究』成文堂 商業学・経営学叢書 1990

### 共編著
- 『企業のエイズ対策マニュアル』埋忠洋一共編著 蔵書房 1993
- 『社会から信頼される企業 企業倫理の確立に向けて』百田義治共編 中央経済社 2004
- 『CSR経営革新 組織の社会的責任・ISO 26000への拡大』齊藤毅憲共編著 中央経済社 2008
- 『グローバル企業の経営倫理・CSR』日本経営倫理学会監修 高橋浩夫共編著 白桃書房 2013

### 翻訳
- 『企業の目標と戦略』鈴木英寿,二神恭一共訳 丸善 1971
- D.R.キングドン『マトリックス組織入門』二神恭一共訳 早稲田大学出版部 1982
- ローラ・L.ナッシュ『アメリカの企業倫理 企業行動基準の再構築』山口善昭共訳 日本生産性本部 1992
- トーマス・R.パイパー, シャロン・ダロッツ パークス, メアリー・C. ジェンタイル『ハーバードで教える企業倫理 MBA教育におけるカリキュラム』山口善昭共訳 生産性出版 1995
- トム・L.ビーチャム, ノーマン・E.ボウイ編『企業倫理学 4国際ビジネスの倫理的課題/社会的正義と経済的正義』監訳 晃洋書房 2017

## 論文
- <小林俊治